# Amarti, rispettarti
Amarti, rispettarti è un singolo del gruppo rap italiano Sottotono, pubblicato nel 2001 dall'etichetta Warner. Il ritornello del brano è stato realizzato con la cantante italiana Eva.
Il singolo contiene, oltre alla strumentale della canzone, Fai su!, decima traccia dell'album, realizzata con Esa e Ben, e la sua versione strumentale.

## Tracce
CD promo
1. Amarti, rispettarti (feat. Eva) – 4:44

CD
1. Amarti, rispettarti (feat. Eva) – 4:44
2. Amarti, rispettarti (Instrumental) – 4:44
3. Fai su! (feat. Ben, Esa) – 4:46
4. Fai su! (Instrumental) – 4:46

## Classifiche
| Classifica (2001) | Posizione massima |
| ----------------- | ----------------- |
| Italia            | 23                |